# 木村一
木村 一（きむら はじめ、1971-）は、日本の日本語学者。専門は近現代日本語史、日本語研究資料（辞書・会話書・文法書など）、ローマ字。東洋大学文学部日本文学文化学科教授。

## 略歴
1971年東京都福生市生まれ。
学歴
- 1995年、東洋大学文学部国文学科 卒業。
- 1999年、東洋大学大学院文学研究科 博士後期課程 国文学専攻 中途退学[2]。

職歴
- 1999年4月 - 2003年3月、東洋大学文学部国文学科／日本文学文化学科 助手。
- 2003年4月 - 2006年3月、東洋大学文学部日本文学文化学科 非常勤講師。
- 2006年4月 - 2008年3月、明海大学外国語学部日本語学科 専任講師。
- 2008年4月 - 2011年3月、東洋大学文学部日本文学文化学科 専任講師。
- 2011年4月 - 2017年3月、東洋大学文学部日本文学文化学科 准教授。
  - 2013年3月、博士（文学）取得。立教大学、論文博士。
- 2017年4月 - 現在、東洋大学文学部日本文学文化学科 教授。

## 著書[3]

### 単著
- 『和英語林集成の研究』明治書院、2015年2月。ISBN 4625434521

### 共著
- 沖森卓也編、木村一、木村義之、陳力衛、山本真吾著『図説 日本の辞書』おうふう、2008年10月。ISBN 4273035073
- 沖森卓也編著、阿久津智、井島正博、木村一、木村義之、笹原宏之著『日本語概説 (日本語ライブラリー)』朝倉書店、2010年4月。ISBN 4254515235
  - フランス語訳版：Traduction française, augmentée et commentée par Laurence Labrune (direction), Jean Bazantay et Yayoi Nakamura-Delloye Precis de linguistique japonaise, Ophrys, 2019。ISBN 2708015451
  - 改訂版：沖森卓也編著、阿久津智、井島正博、木村一、木村義之、笹原宏之著『日本語概説 改訂版』朝倉書店、2024年12月。ISBN 4254516908
- 沖森卓也編著、木村一、鈴木功眞、吉田光浩著『語と語彙 (日本語ライブラリー)』朝倉書店、2012年5月。ISBN 4254515286
- 沖森卓也編、木村一、木村義之、陳力衛、山本真吾著『図説 近代日本の辞書』おうふう、2017年9月。ISBN 4273038080
- 沖森卓也、木村義之編著、 木村一、佐藤宏、鈴木功眞、田鍋桂子、中川秀太、橋村勝明、山下喜代、山本真吾『辞書の成り立ち (日本語ライブラリー)』朝倉書店、2021年11月。ISBN 4254516193
- 沖森卓也編、木村一、木村義之、陳力衛、山本真吾著『図説 日本の辞書 100冊』武蔵野書院、2023年9月。ISBN 4838606605

### 共編・共編著
- 中山緑朗、飯田晴巳、陳力衛、木村義之、木村一編『みんなの日本語事典―言葉の疑問・不思議に答える』明治書院、2009年6月。ISBN 4273035073
- J・C・ヘボン著、木村一、鈴木進編『J.C.ヘボン 和英語林集成 手稿 翻字・索引・解題』三省堂、2013年5月。ISBN 4385365148
- 中山 緑朗、飯田晴巳監修、沖森卓也、山本真吾、木村義之、木村一編『品詞別　学校文法講座』全八巻、明治書院。[4]
  - 第一巻　品詞総論、2013年11月。ISBN 9784625514029
  - 第二巻　名詞・代名詞、2014年2月。ISBN 9784625514036
  - 第三巻　動詞・形容詞・形容動詞、2015年10月。ISBN 9784625514043
  - 第四巻　副詞・連体詞・接続詞・感動詞、2016年1月。ISBN 9784625514050
  - 第五巻　助詞、2016年4月。ISBN 9784625514067
  - 第六巻　助動詞、2016年1月。ISBN 9784625514074
  - 第七巻　品詞論の周辺―敬語／仮名遣いほか、2015年10月。ISBN 9784625514081
  - 第八巻　古典解釈のための文法、2016年4月。ISBN 9784625514098
- 沖森卓也、木村一編著、安部清哉、加藤大鶴、吉田雅子著『日本語の音(日本語ライブラリー）』朝倉書店、2017年3月。ISBN 4254516150

#### 分担執筆
- 沖森卓也編『日本語文法百科』朝倉書店、2021年9月。ISBN 4254510667

#### 解説
- J・C・ヘボン著、『美國平文先生編譯『和英語林集成』』1867ロンドン版復刻版、明治学院発行・雄松堂出版、2013年1月。ISBN 4841906126
  - 解題：木村一。